# 장영 (삼국지)
장영(張英, ? ~ ?)은 중국 후한 말 유요 휘하의 무장이다. 원술군을 상대로 선전했으나 결국 손책을 저지하지 못했다.

## 생애
양주자사 유요를 섬겼다. 194년(흥평 원년), 유요는 원술이 임명한 단양태수 오경과 단양도위(丹陽都尉) 손분을 쫓아냈다. 오경과 손분은 구강군 역양현(歷陽縣)으로 물러났고, 유요는 그 동쪽인 횡강진(橫江津)에 번능과 우미를, 당리구(當利口)엔 장영을 주둔시켜 원술에 대적하였다. 원술은 낭야국 사람 혜구(惠衢)를 양주자사로, 오경을 독군중랑장(督軍中郞將)으로 삼아 손분과 함께 장영 등을 공격하게 했다. 장영 등은 1년여를 막아냈다. 195년, 손분, 오경에게 합류한 손책에게 격파당했다. 이후로는 기록이 없다.

## 삼국지연의
사서가 아닌 소설 《삼국지연의》에서는 제15회에서만 등장한다. 손책의 침략을 앞두고 우저(牛渚) 방위를 자원한다. 태사자 역시 자원하는데 어리다는 이유로 장영이 선택된다. 손책군을 맞아 황개와 수 합을 겨루는데 갑자기 진영에서 불이 일어난다. 손책이 기회를 놓치지 않고 짓쳐들어와 장영은 패주하고 만다. 이 불은 장강의 수적 장흠과 주태가 놓은 것이다. 장영은 유요에게 죽을 뻔하다가 모사 착융과 설례의 만류 덕분에 영릉성(零陵城)에 주둔한다. 유요와 착융은 잠시 우저를 탈환했다가 손책에게 대패해 예장으로 달아난다. 손책은 이어서 설례가 지키는 말릉을 공성한다. 도중에 화살을 맞은 손책이 이를 이용해 전사했다는 거짓 정보를 흘리고 철수하는 척한다. 설례, 장영, 진횡이 속아서 출격했다가 복병에 당한다. 장영은 벗어나려 하지만 진무에게 죽는다.

## 참고 문헌
- 《삼국지》46권 오서 제1 손파로토역전 손책전